# Пичугин, Анатолий Семёнович
Анато́лий Семёнович Пичу́гин (14 ноября 1927, Утичье, Уральская область — 22 июня 2008, Магнитогорск, Челябинская область) — машинист экскаватора карьероуправления «Коркинуголь» комбината «Челябинскуголь» Министерства угольной промышленности СССР, Герой Социалистического Труда (1971).

## Биография
Родился 14 ноября 1927 года в крестьянской семье в селе Утичье Утичёвского сельсовета Мокроусовского района Курганского округа Уральской области, ныне село входит в Мокроусовский муниципальный округ Курганской области России. По национальности русский.
С семьёй переехал в Коркино Челябинской области, где отец был принят на Коркинский угольный разрез.
В 1942 году окончил местную школу-семилетку, и трудоустроился на угольный разрез «Коркинский», где проработал на протяжении 45 лет: сначала токарем; с 1947 года, после окончания курсов — помощником машиниста экскаватора; с 1949 года — машинистом экскаватора; с 1970 года — бригадиром машинистов экскаватора. В 1950-х годах вносил рацпредложения и конструктивные изменения ковша экскаватора СЭ-3 в целях увеличения его ёмкости. Отличник социалистического соревнования Министерства угольной промышленности СССР (1954). В июне 1973 года его бригада установила абсолютный рекорд вскрышного разреза (отгружена 151 тысяча кубометров вскрыши). Освоил первый в СССР экскаватор ЭВГ-6, сконструированный на «Уралмаше», внёс ряд усовершенствований в конструкцию машины. Мастер-механизатор угольной промышленности (1977).
Указом Президиума Верховного Совета СССР от 30 марта 1971 года «за выдающиеся успехи в выполнении заданий пятилетнего плана по развитию угольной и сланцевой промышленности и достижение высоких технико-экономических показателей» удостоен звания Героя Социалистического Труда с вручением ордена Ленина и золотой медали «Серп и Молот».
С 1979 года — на руководящей и наставнической работе. В 1987 году вышел на заслуженный отдых. Жил в городе Коркино.
Депутат Коркинского городского Совета депутатов трудящихся (с 1977 года — народных депутатов) восьми созывов (1971—1986). Член президиума Уральского территориального комитета профсоюза работников угольной промышленности. Делегат 11-го съезда профсоюза работников угольной промышленности (1972).
В начале 2000-х переехал в Магнитогорск.
Умер 22 июня 2008 года. Похоронен на Новосеверном кладбище города Магнитогорска Челябинской области.

## Награды
- Герой Социалистического Труда, 30 марта 1971 года
  - Орден Ленина № 405969
  - Медаль «Серп и Молот» № 14604
- Орден Октябрьской Революции, 19 февраля 1974 года
- Медаль «За трудовое отличие», 29 июня 1966 года
- Юбилейная медаль «За доблестный труд. В ознаменование 100-летия со дня рождения Владимира Ильича Ленина», 1970 год
- Медаль «За доблестный труд в Великой Отечественной войне 1941—1945 гг.», вручена в 2001 году
- Заслуженный шахтёр РСФСР, 1970 год
- Знак «Шахтёрская слава» трёх степеней (1967 год, 1970 год, 1977 год)